# Курамагомедов Заур Ісматулайович
Заур Ісматулайович Курамагомедов (рос. Заур Исматулаевич Курамагомедов; 30 березня 1988, Тирниауз, Кабардино-Балкарська Республіка) —  російський борець греко-римського стилю, багаторазовий призер чемпіонатів світу і Європи, учасник Олімпійських ігор. 

## Виступи на Олімпіадах
| Змагання                    | Збірна | Вагова категорія | Місце  |
| --------------------------- | ------ | ---------------- | ------ |
| Літні Олімпійські ігри 2012 | Росія  | 60 кг            | Бронза |

## Виступи на Чемпіонатах світу
| Змагання                        | Збірна | Вагова категорія | Місце  |
| ------------------------------- | ------ | ---------------- | ------ |
| Чемпіонат світу з боротьби 2010 | Росія  | 60 кг            | 16     |
| Чемпіонат світу з боротьби 2011 | Росія  | 60 кг            | Бронза |

## Виступи на Чемпіонатах Європи
| Змагання                         | Збірна | Вагова категорія | Місце  |
| -------------------------------- | ------ | ---------------- | ------ |
| Чемпіонат Європи з боротьби 2007 | Росія  | 55 кг            | Срібло |
| Чемпіонат Європи з боротьби 2010 | Росія  | 60 кг            | Бронза |

## Виступи на Кубках світу
| Змагання                    | Збірна | Вагова категорія | Місце |
| --------------------------- | ------ | ---------------- | ----- |
| Кубок світу з боротьби 2007 | Росія  | 55 кг            | 4     |
| Кубок світу з боротьби 2010 | Росія  | 60 кг            | 5     |

## Виступи на інших змаганнях
| Змагання                           | Збірна | Вагова категорія | Місце  |
| ---------------------------------- | ------ | ---------------- | ------ |
| Турнір Івана Піддубного 2008       | Росія  | 55 кг            | Срібло |
| Турнір Івана Піддубного 2010       | Росія  | 60 кг            | Бронза |
| Турнір Івана Піддубного 2011       | Росія  | 60 кг            | Бронза |
| Турнір міста Сассарі 2011          | Росія  | 60 кг            | Срібло |
| Кубок Владислава Питласинські 2011 | Росія  | 60 кг            | Золото |
| Меморіал Олега Караваєва 2011      | Росія  | 60 кг            | Золото |
| Турнір Івана Піддубного 2012       | Росія  | 60 кг            | 5      |
| Кубок Владислава Пітласинські 2012 | Росія  | 66 кг            | 9      |
| Золотий Гран-прі з боротьби 2013   | Росія  | 66 кг            | 19     |
| Золотий Гран-прі з боротьби 2014   | Росія  | 66 кг            | 9      |